# Daniel Nordmann
Daniel Nordmann (* 12. Dezember 1955) ist ein Schweizer Manager und war von 2000 bis August 2007 der Leiter von SBB Cargo.
Daniel Nordmann ist diplomierter Psychologe HAP und hat an der Hochschule St. Gallen den Titel eines Executive MBA in Logistikmanagement erworben. Nordmann war ab 1998 bei den Schweizerischen Bundesbahnen (SBB) tätig, zuerst als Leiter des Zentralbereichs Personal. Im Jahr 2000 wurde er an die Spitze von SBB Cargo berufen. Unter seiner Führung verfolgte SBB Cargo auf der Nord-Süd-Achse zwischen Norddeutschland und Norditalien eine Wachstumsstrategie. Dadurch produzierte SBB Cargo zwischen 2005 und 2007 rund 40 Prozent ihrer Transportleistung in Deutschland und Italien. In der Schweiz hatte SBB Cargo die Kosten gesenkt, die Auslastung erhöht und damit die Produktivität gesteigert. Damit konnte das Unternehmen die flächendeckende Bedienung trotz des kontinuierlichen Wegfalls von Bundesbeiträgen erhalten.
Am 16. August 2007 trat Daniel Nordmann als Mitglied der SBB-Geschäftsleitung und als Verwaltungsratsdelegierter der SBB Cargo AG zurück, da die vorgesehene Verringerung des Defizits nicht erreicht werden konnte. Abgelöst wurde er von Nicolas Perrin.
Nordmann hat zwei Kinder.
Von 2008 bis 2009 arbeitete er als Berater und Partner bei der Unternehmensberatung AXAS AG, Muttenz. 2010 wählte ihn die Toll Holdings Melbourne zum Regional Director Human Resources and Integration der Division Forwarding (TGF) der Region Europe, Middle East and Africa (TGF EMEA). Im Zentrum seiner Aufgaben stand der Aufbau des Human Resources Managements in TGF EMEA und die Integration neu erworbener Gesellschaften in die Gruppe.
Von 2014 bis 2019 arbeitete Daniel Nordmann als selbständiger Unternehmensberater, anschliessend bis 2024 als Management-Coach.

## Weblink
- www.daniel.nordmann.ch